# Kecamatan Kadur
Kecamatan Kadur är ett distrikt i Indonesien.   Det ligger i provinsen Jawa Timur, i den västra delen av landet, 700 km öster om huvudstaden Jakarta. Kecamatan Kadur ligger på ön Madura.